# Folldal (gemeente)
Folldal is een gemeente in de Noorse provincie Innlandet. De gemeente telde 1577 inwoners in januari 2017. Folldal grenst in het noorden aan Oppdal en Tynset, in het oosten aan Alvdal, in het zuiden aan Stor-Elvdal, Sør-Fron en Sel en in het westen aan Dovre.
Folldal is afgescheiden van Alvdal in 1914 en is sindsdien een eigen gemeente.
Het ligt dicht bij het nationaal park Dovre. Verkeer en vervoer via de RV 27 en RV 29. In de omgeving liggen ook de nationale parken Rondane en Dovrefjell-Sunndalsfjella.

## Plaatsen in de gemeente
- Folldal (plaats)

Alvdal · Dovre · Eidskog · Elverum ·  Engerdal · Etnedal · Folldal · Gausdal · Gjøvik · Gran · Grue ·  Hamar · Kongsvinger · Lesja · Lillehammer · Lom ·  Løten · Nord-Aurdal · Nord-Fron · Nord-Odal · Nordre Land · Os · Østre Toten · Øyer · Øystre Slidre · Rendalen · Ringebu · Ringsaker · Sel · Skjåk · Stange · Stor-Elvdal · Søndre Land · Sør-Aurdal · Sør-Fron · Sør-Odal · Tolga · Trysil · Tynset · Vågå · Våler · Vang · Vestre Slidre · Vestre Toten · Åmot · Åsnes

Fylker van Noorwegen